# Hrad u Konrádova
Hrad u Konrádova (též Zkamenělý zámek) je zaniklý skalní hrad na skalním útvaru asi jeden kilometr východně od Konrádova. Pozůstatky hradu se nacházejí u hranice Středočeského a Libereckého kraje, která v těchto místech kopíruje starou vozovou cestu, vedenou po pískovcovém skalním hřbetu. Zatímco Konrádov, jako část obce Blatce v okrese Česká Lípa, náleží do Libereckého kraje, hradní skála se nachází v katastrálním území Olešna, které je částí města Mšena v okrese Mělník.

## Historie

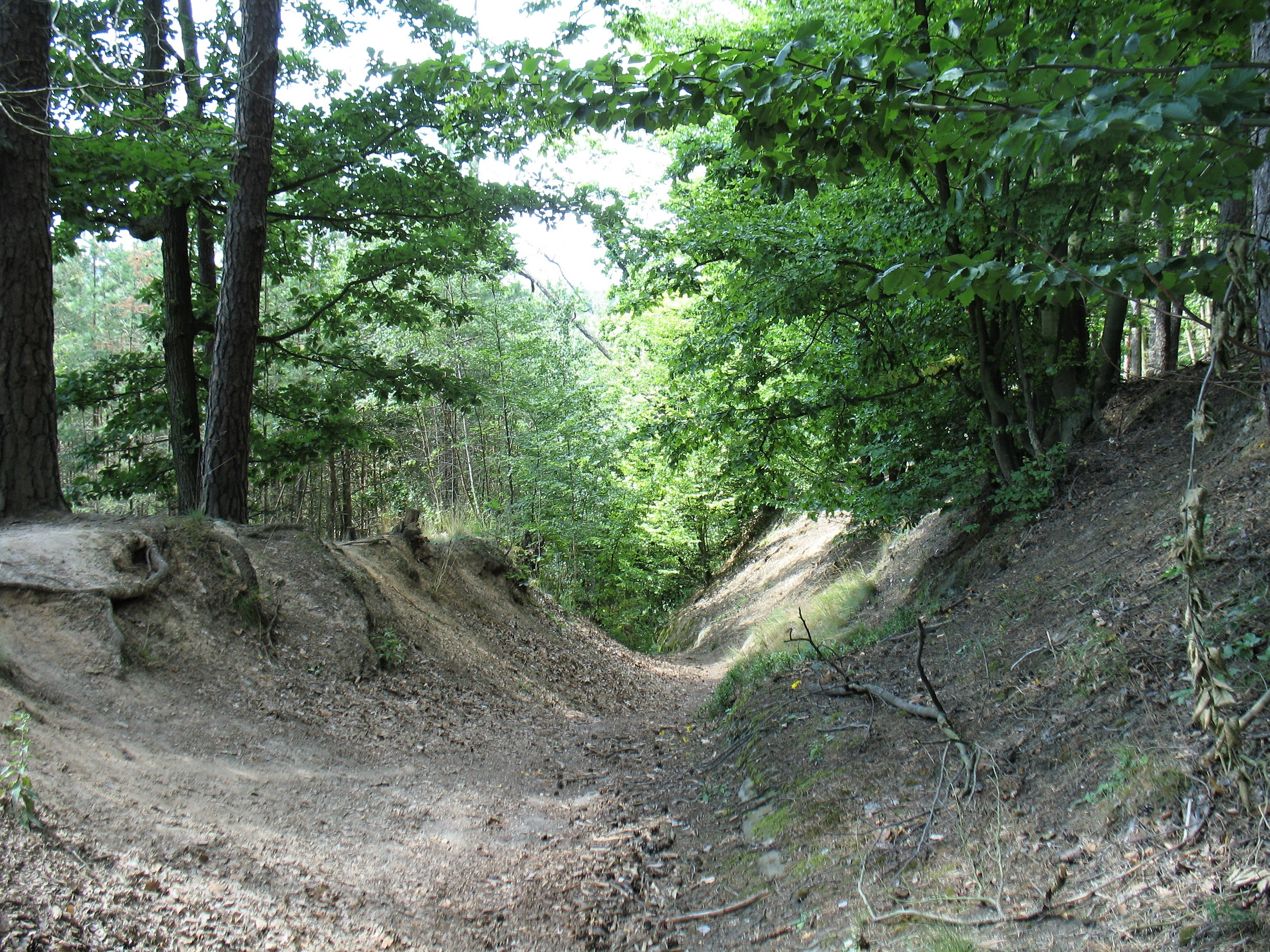
Stará cesta ze Mšena do Doks nedaleko hradu u Konrádova

Jelikož se o hradu nedochovaly žádné písemné zmínky, lze jeho historii rekonstruovat pouze pomocí několika nalezených keramických střepů z období vrcholného středověku. Jak napovídají nálezy přepálené mazanice, za zánikem stál zřejmě požár. Vzhledem k blízkosti hradu Houska se dá soudit, že sloužil jako sídlo některého z královských manů hradu Bezděz, jenž jej snad i založil.

## Popis
Hrad byl vystavěn na dvojici pískovcových bloků ostrožny, jež spojoval dřevěný můstek, jak nám dokládají nalezené stopy draží. Na čelní straně jej pak chránil šíjový příkop, vytvořený upravením skalní průrvy. Na prvním skalním bloku se dochovala vytesaná světnička s již částečně rozpadlou skalní klenbou a čtvercová šachta na čelní stěně, snad pozůstatek po vstupu. Na druhém bloku jsou pak patrné stopy po ukotvení obranného ochozu.